# Deževni gozdovi Atsinanane
Deževni gozdovi Atsinanane so svetovna dediščina, ki je bila vpisana leta 2007 in je sestavljena iz 13 posebnih območij v šestih narodnih parkih v vzhodnem delu Madagaskarja:
- Narodni park Marojejy
- Narodni park Masoala
- Narodni park Zahamena
- Narodni park Ranomafana
- Narodni park Andringitra
- Narodni park Andohahela

Deževni gozdovi Atsinanane so razporejeni vzdolž vzhodnega dela otoka. Ti reliktni gozdovi so ključnega pomena za ohranjanje tekočih ekoloških procesov, potrebnih za preživetje edinstvene biotske raznovrstnosti Madagaskarja, ki odraža geološko zgodovino otoka. Ko se je pred več kot 60 milijoni let ločil od vseh drugih kopenskih mas, se je rastlinstvo in živalstvo Madagaskarja razvijalo v izolaciji. Deževni gozdovi so vpisani zaradi njihovega pomena za ekološke in biološke procese ter njihove biotske raznovrstnosti in ogroženih vrst, ki jih podpirajo. Številne vrste so redke in ogrožene, zlasti lemurji in drugi primati.
Območje svetovne dediščine je od leta 2010 na Rdečem seznamu ogrožene svetovne dediščine.

## Registracija
Deževni gozdovi Atsinanana so bili leta 2007 s sklepom 31. zasedanja Odbora za svetovno dediščino dodani na Unescov seznam svetovne dediščine. Zaradi tega so drugo območje svetovne dediščine na Madagaskarju za strogim naravnim rezervatom Tsingy de Bemaraha.
V utemeljitvi registracije je med drugim navedeno:
Izkazujejo izjemno biotsko raznovrstnos in imajo izjemno visok delež endemičnih rastlinskih in živalskih vrst. Skupni delež endemitov je okoli 80 do 90 odstotkov, pogoste so endemične družine in rodovi. Večdelno območje je sestavljeno iz reprezentativnega izbora najpomembnejših habitatov edinstvene biote deževnega gozda Madagaskarja, ki vključuje številne ogrožene in endemične rastlinske in živalske vrste.
Vnos je bil narejen na podlagi meril (ix) in (x).
(ix): Deževni gozdovi Atsinanana so reliktni gozdovi, ki so na strmem terenu vzdolž vzhodnih pobočij Madagaskarskega višavja. Zaščitena območja v tem območju z več lokacijami so ključnega pomena za ohranjanje ekoloških procesov, potrebnih za preživetje edinstvene biotske raznovrstnosti Madagaskarja. Biotska raznovrstnost odraža geološko zgodovino in geografsko lego Madagaskarja. Je četrti največji otok na svetu in je bil ločen od drugih kopenskih mas pred najmanj 60 do 80 milijoni let, zato se je večina rastlin in živali razvila izolirano. Gozdovi so tudi pomembno zatočišče za vrste med nedavnimi podnebnimi spremembami in bodo bistveni za prilagajanje in preživetje vrst ob prihodnjih podnebnih spremembah.
(x): Delež endemitov na tem območju je približno 80 do 90 odstotkov za vse skupine, endemične družine in rodovi so pogosti. Madagaskar ima izjemno veliko (okoli 12.000) avtohtonih rastlinskih vrst in je ena redkih držav, znanih po svoji »megaraznolikosti«. Območje je tudi globalno pomembno za divje živali, zlasti primate, ki jih predstavlja pet družin madagaskarskih primatov, vse endemične družine lemurjev, sedem endemičnih rodov glodavcev, šest endemičnih rodov mesojedih živali in več vrst netopirjev. Od 123 neletečih sesalcev na Madagaskarju (od katerih jih je 72 na rdečem seznamu ogroženih vrst IUCN) se jih 78 nahaja na tem območju. Ključni pomen tega območja je poudarjen z dejstvom, da je krčenje gozdov pustilo samo 8,5 odstotka prvotnega gozdnega pokrova na vzhodnem Madagaskarju in območje ščiti ključna območja preostalega habitata.

## Posamezna podobmočja
Svetovna dediščina je razdeljena na trinajst podobmočij, ki skupaj pokrivajo zaščiteno območje 479.660,7 ha.
| UNESCO-ID    | Uradno ime                                     | Regija                                    | Koordinate                                    | Površina v ha | Slika |
| ------------ | ---------------------------------------------- | ----------------------------------------- | --------------------------------------------- | ------------- | ----- |
| 1257-001/002 | Narodni park Marojejy                          | Sava                                      | 14°27′35″S 49°42′9″E / 14.45972°S 49.70250°E  | 59.751,80     |       |
| 1257-003     | Narodni park Masoala                           | Sava, Analanjirofo                        | 15°9′57″S 50°16′18″E / 15.16583°S 50.27167°E  | 1165,00       |       |
| 1257-004     | Narodni park Masoala                           | Sava, Analanjirofo                        | 15°15′44″S 50°16′32″E / 15.26222°S 50.27556°E | 84,00         |       |
| 1257-005     | Narodni park Masoala                           | Sava, Analanjirofo                        | 15°27′55″S 50°11′9″E / 15.46528°S 50.18583°E  | 732,00        |       |
| 1257-006     | Narodni park Masoala                           | Sava, Analanjirofo                        | 15°34′16″S 50°7′32″E / 15.57111°S 50.12556°E  | 476,00        |       |
| 1257-007     | Narodni park Masoala-zavarovano morsko območje | Sava, Analanjirofo                        | 15°45′39″S 49°58′29″E / 15.76083°S 49.97472°E | 3256,40       |       |
| 1257-008     | Narodni park Zahamena                          | Alaotra-Mangoro, Analanjirofo, Atsinanana | 17°37′45″S 48°43′30″E / 17.62917°S 48.72500°E | 69.898,50     |       |
| 1257-009     | Narodni park Ranomafana                        | Vatovavy-Fitovinany, Haute Matsiatra      | 21°5′24″S 47°18′0″E / 21.09000°S 47.30000°E   | 25.186,00     |       |
| 1257-010     | Narodni park Ranomafana                        | Vatovavy-Fitovinany, Haute Matsiatra      | 21°7′12″S 47°12′36″E / 21.12000°S 47.21000°E  | 13.706,00     |       |
| 1257-011     | Narodni park Ranomafana                        | Vatovavy-Fitovinany, Haute Matsiatra      | 21°11′24″S 47°15′0″E / 21.19000°S 47.25000°E  | 1.608,00      |       |
| 1257-012     | Narodni park Andringitra                       | Ihorombe, Haute Matsiatra                 | 22°13′22″S 46°55′44″E / 22.22278°S 46.92889°E | 32.074,50     |       |
| 1257-013     | Narodni park Andohahela                        | Anosy                                     | 24°45′10″S 46°47′9″E / 24.75278°S 46.78583°E  | 64.547,00     |       |